# Риу-де-Моиньюш (Сатан)
Риу-де-Моиньюш (порт. Rio de Moinhos) — район (фрегезия) в Португалии, входит в округ Визеу. Является составной частью муниципалитета Сатан. Находится в составе крупной городской агломерации Большое Визеу. По старому административному делению входил в провинцию Бейра-Алта. Входит в экономико-статистический субрегион Дан-Лафойнш, который входит в Центральный регион. Население составляет 1066 человек на 2001 год. Занимает площадь 10,47 км².
Покровителем района считается Архангел Михаил (порт. São Miguel Arcanjo).